# Randy Wayne
Randy Wayne Frederick (Moore, 7 agosto 1981) è un attore e produttore cinematografico statunitense.

## Biografia
Wayne compare nel 2002 nel reality britannico Shipwrecked che lo lancia successivamente in alcune apparizioni nelle serie televisive Jack & Bobby, The Closer, NCIS - Unità anticrimine, Huff, fino a ottenere un ruolo più stabile nella sitcom della ABC Sons & Daughters. Nel 2006 recita il ruolo del protagonista nel film The Surfer King e l'anno seguente assume la notorietà interpretando Luke Duke in Hazzard - I Duke alla riscossa. È l'attore protagonista in To Save a Life (2009), e nel 2011 appare in Honey 2 - Lotta ad ogni passo insieme a Kat Graham.

## Filmografia

### Attore

#### Cinema
- Scar, regia di Rahil Bhorania (2005)
- Reunion, regia di Sheila Norman (2006)
- Olympus (cortometraggio), regia di Jared Yarbrough (2006)
- The Surfer King, regia di Bernard Murray Jr. (2006)
- Hazzard - I Duke alla riscossa (The Dukes of Hazzard: The Beginning), regia di Robert Berlinger (2007)
- Terror Toons 2, regia di Joe Castro (2007)
- The Fun Park, regia di Rick Walker (2007)
- Grizzly Park, regia di Tom Skull (2008)
- Dream Boy, regia di James Bolton (2008)
- The Shadow of the Night (cortometraggio), regia di  Justin Daering (2008)
- The 13th Alley, regia di Bobb Hopkins (2008)
- Foreign Exchange, regia di Danny Roth (2008)
- The Haunting of Molly Hartley, regia di Mickey Liddell (2008)
- Why Am I Doing This?, regia di Tom Huang (2009)
- The Last Hurrah, regia di Jonathan W. Stokes (2009)
- Ghost town - La città fantasma (Ghost town), regia di Todor Chapkanov (2009)
- To Save a Life, regia di Brian Baugh (2009)
- Frat Party, regia di Robert Bennett (2009)
- The Trial, regia di Gary Wheeler (2010)
- Vanguard, regia di Maria Downey (2010)
- Lights Out, regia di Gregori J. Martin (2010)
- Cougar Hunting, regia di Robin Blazak (2011)
- Honey 2 - Lotta ad ogni passo (Honey 2), regia di Bille Woodruff (2011)
- Hardflip, regia di Johnny Remo (2012)
- Hold Your Breath - Trattieni il respiro (Hold Your Breath), regia di Jared Cohn (2012)
- Liars All, regia di Brian Brightly (2013)
- Una famiglia ritrovata (Heart of the Country), regia di John Ward (2013)
- April Apocalypse, regia di Jarret Tarnol (2013)
- The Freemason, regia di Sohrab Mirmont (2013)
- Android Cop, regia di Mark Atkins (2014)
- Mantervention, regia di Stuart Acher (2014)
- Paranormal Island, regia di Marty Murray (2014)
- Red Velvet Cake (cortometraggio), regia di Sarah B. Downey (2014)
- The Ivy League Farmer, regia di Thomas Weber (2015)
- Cassidy Way, regia di Harvey Lowry (2016)
- Fidanzati per sbaglio (Accidental Engagement), regia di Letia Clouston (2016)
- Un acquisto da incubo (Storage Locker 181), regia di Casper Van Dien (2016)
- Where Are You, Bobby Browning?, regia di Marc A. Hutchins (2016)
- Union Bound, regia di Harvey Lowry (2016)
- Threshold, regia di Jason Eric Perlman (2016)
- Death Pool, regia di Jared Cohn (2017)
- Escape Room - The Game (Escape Room), regia di Peter Dukes (2017)
- It Happened Again Last Night (cortometraggio), regia di Roze e Gabrielle Stone (2017)
- Cops and Robbers, regia di Scott Windhauser (2017)
- Hellraiser: Judgment, regia di Gary J. Tunnicliffe (2018)
- Astro, regia di Asif Akbar (2018)
- Talk to the Animals (cortometraggio), regia di Charlie Picerni (2018)
- Bethlehem Ranch, regia di Brent Ryan Green (2018)
- Mope, regia di Lucas Heyne (2019)
- The Legend of 5 Mile Cave, regia di Brent Christy (2019)
- Paint It Red, regia di Paul T. Murray (2019)
- Restricted Area, regia di Christopher M. Don (2019)
- 2nd Chance for Christmas, regia di Christopher Ray (2019)
- Hell on the Border - Cowboy da leggenda (Hell on the Border), regia di Wes Miller (2019)
- Girl Games, regia di Sean Patrick Cannon (2019)
- Clown Fear, regia di Minh Collins (2020)
- For the Love of Jessee, regia di David McAbee (2020)

#### Televisione
- Jack & Bobby - serie TV, episodio 1x18 "Friends with Benefits" (2005)
- A casa di Fran (Living with Fran) - serie TV, episodio 1x07 "Friends with Benefits" (2005)
- The Closer - serie TV, episodio 1x06 "Fantasy Date" (2005)
- NCIS - Unità anticrimine (NCIS) - serie TV, episodio 3x09 "Frame Up" (2005)
- The Closer - serie TV, episodio 1x06 "Fantasy Date" (2005)
- Huff - serie TV, episodio 2x01 "Maps Don't Talk" (2006)
- Sons & Daughters - serie TV, 11 episodi (2006-2007)
- Hot Hot Los Angeles - serie TV, 13 episodi (2008)
- My Long Distance Relationship - serie TV, 10 episodi (2008-2009)
- Numb3rs - serie TV, episodio 6x04 "Onore al merito" (2009)
- Talent: The Casting Call - serie TV, 10 episodi (2011)
- La vita segreta di una teenager americana (The Secret Life of the American Teenager) - serie TV, episodi 3x16,19,24,25 (2011)
- True Blood - serie TV, episodi 4x01,02 (2011)
- The Lying Game - serie TV, 15 episodi (2011-2012)
- Hot in Cleveland - serie TV, episodio 3x09 "Love Is Blind" (2012)
- BK Comedy Series - serie TV, episodio "Down Sizing" (2013)
- YouTube: The Musical  - serie TV, episodi 1x01,03,04,06,08,10 (2013-2014)
- Ur in Analysis - film TV, regia di Bernie Gewissler (2015)
- Enchanted Christmas - film TV, regia di Terry Cunningham (2017)
- The Bay - serie TV, 10 episodi (2017-2019)
- Come in un film di Natale (A Christmas Movie Christmas) - film TV, regia di Brian Herzlinger (2019)

### Produttore
- Open House, regia di Andrew Paquin (2010) (coproduttore)
- Placebo, regia di Nick Slatkin (2010)
- Air, regia di Jonathan W. Stokes (2010)
- Cougars Inc., regia di K. Asher Levin (2011) (coproduttore)
- 96 Minutes, regia di Aimée Lagos (2011) (coproduttore)
- Victory or Death (cortometraggio), regia di Jonathan W. Stokes (2011)
- Trigger, regia di Matt Sinnreich (2012)
- Trust Me, regia di Clark Gregg (2013) (produttore esecutivo)
- FU Adam Carolla - film TV, regia di Randy Wayne (2013)
- SAF3 - serie TV, 17 episodi (2013-2014) (produttore esecutivo)
- Ti lascio la mia canzone (Rudderless), regia di William H. Macy (2014) (produttore esecutivo)
- Road to the Open, regia di Cole Claassen (2014)
- Ur in Analysis - film TV, regia di Bernie Gewissler (2015) (produttore co-esecutivo)
- Tag, regia di Danny Roth (2015)
- Cassidy Way, regia di Harvey Lowry (2016) (produttore esecutivo)
- Pandemic, regia di John Suits (2016) (produttore esecutivo)
- Altitude: Paura ad alta quota (Altitude), regia di Alex Merkin (2017) (produttore esecutivo)
- A un miglio da te (1 Mile to You), regia di Leif Tindel (2017) (coproduttore)
- The Clapper, regia di Dito Montiel (2017) (produttore co-esecutivo)
- Death Pool, regia di Jared Cohn (2017)
- Ryde, regia di Brian Frank Visciglia (2017) (produttore di linea/coproduttore)
- Omicidi in Oklahoma (A Deadly Romance) - film TV, regia di Colin Edward Lawrence (2019) (produttore di linea)
- Palm Swings, regia di Sean Hoessli (2019)

## Riconoscimenti
- Movieguide Awards
  - 2011: Candidatura per la recitazione più ispirante (To Save a Life)

- First Glance Film Festival
  - 2016: Candidatura a miglior attore (Threshold)

- California Women's Film Festival
  - 2017: Miglior attore (It Happened Again Last Night)

- FANtastic Horror Film Festival
  - 2017: Miglior attore non protagonista in un cortometraggio (It Happened Again Last Night)

- Sutter Creek International Film Festival
  - 2017: Miglior attore e miglior attore in un cortometraggio (It Happened Again Last Night)

## Doppiatori italiani
Nelle versioni in italiano delle opere in cui ha recitato, Randy Wayne è stato doppiato da:
- Nanni Baldini in Hazzard - I Duke alla riscossa
- Lorenzo De Angelis in The Closer
- Daniele Raffaeli in The Lying Game
- Gabriele Lopez in To Save a Life